# Kaplica św. Floriana w Rożniątowie

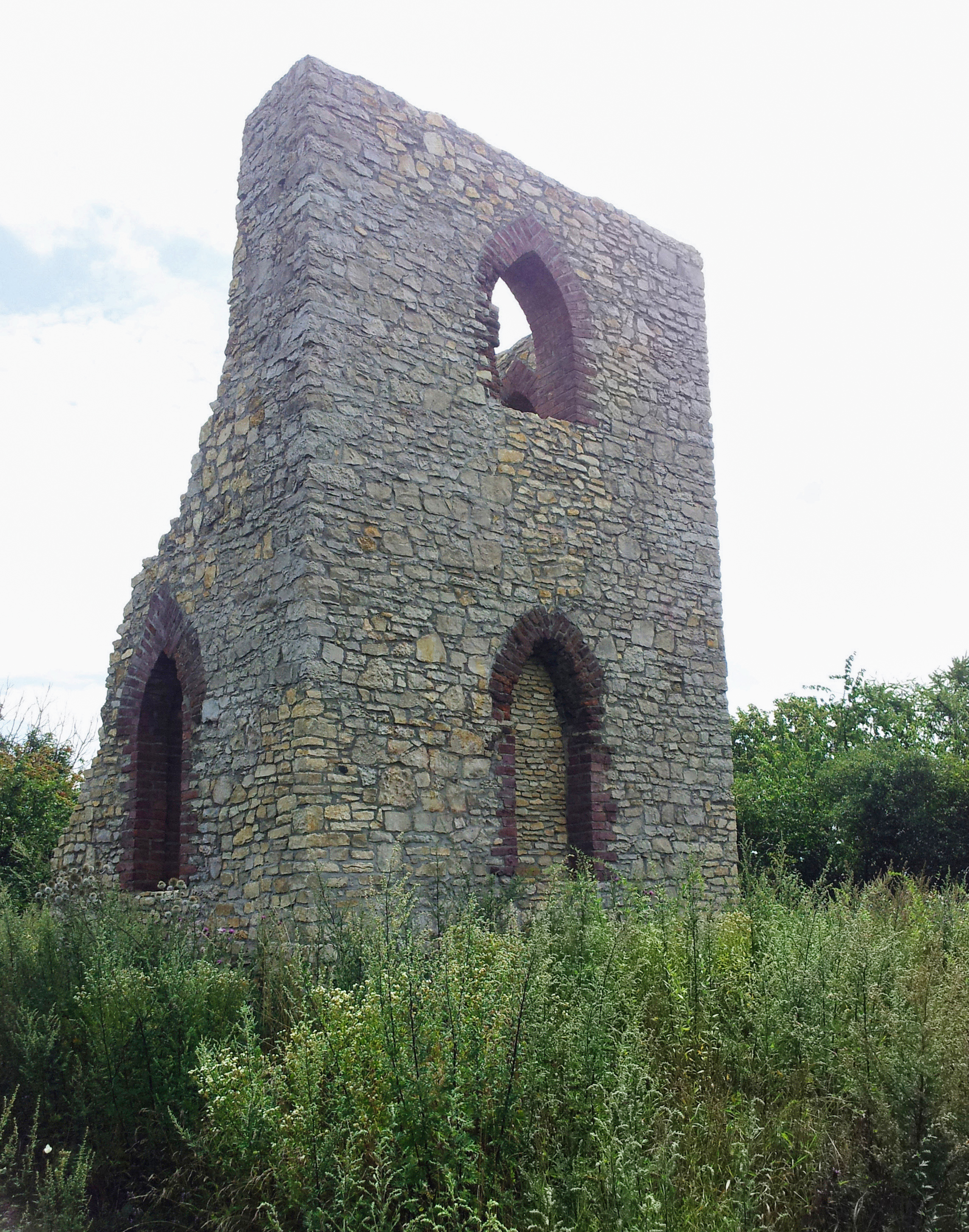
Współczesny wygląd kaplicy

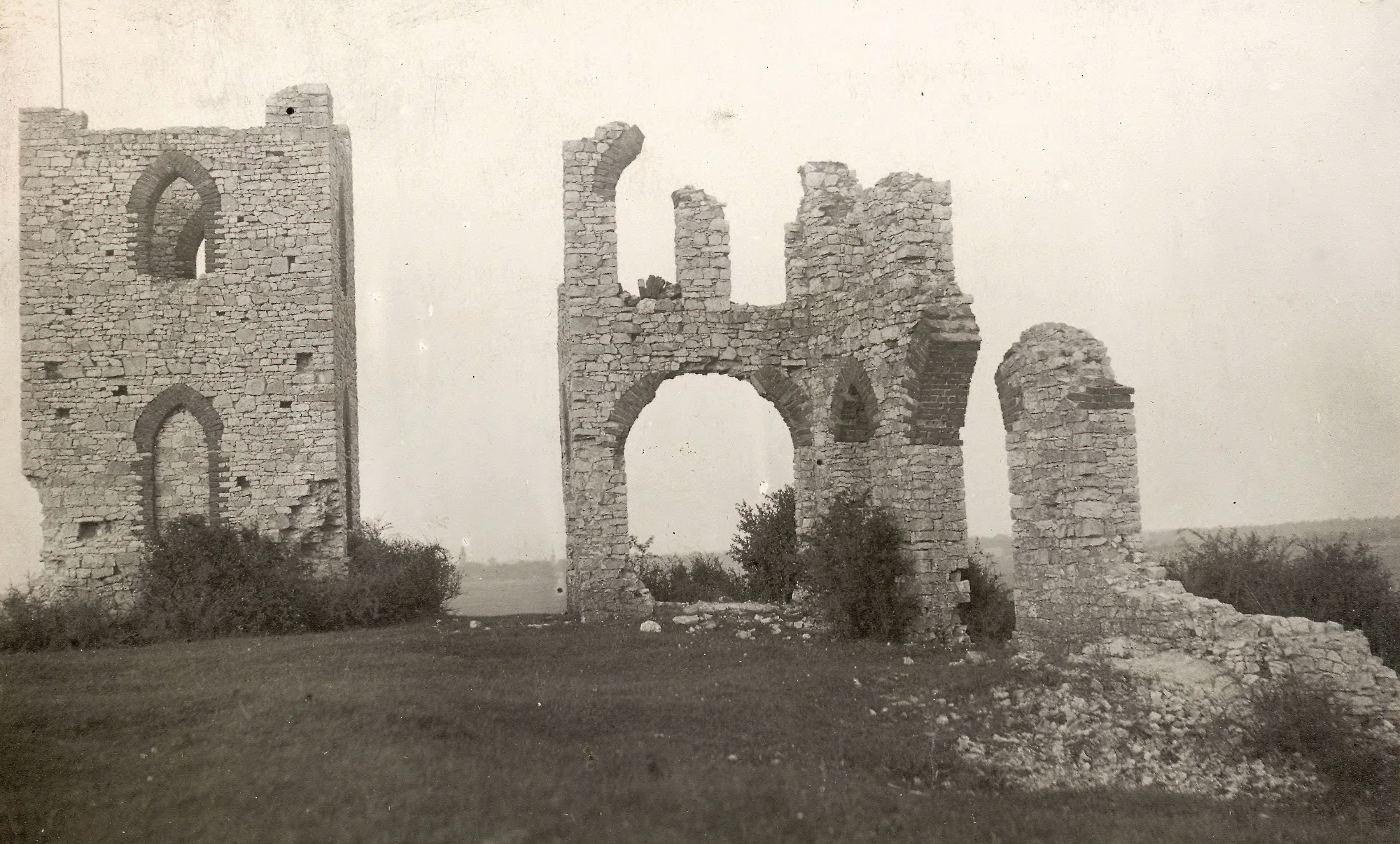
Kaplica ok. 1936 r.

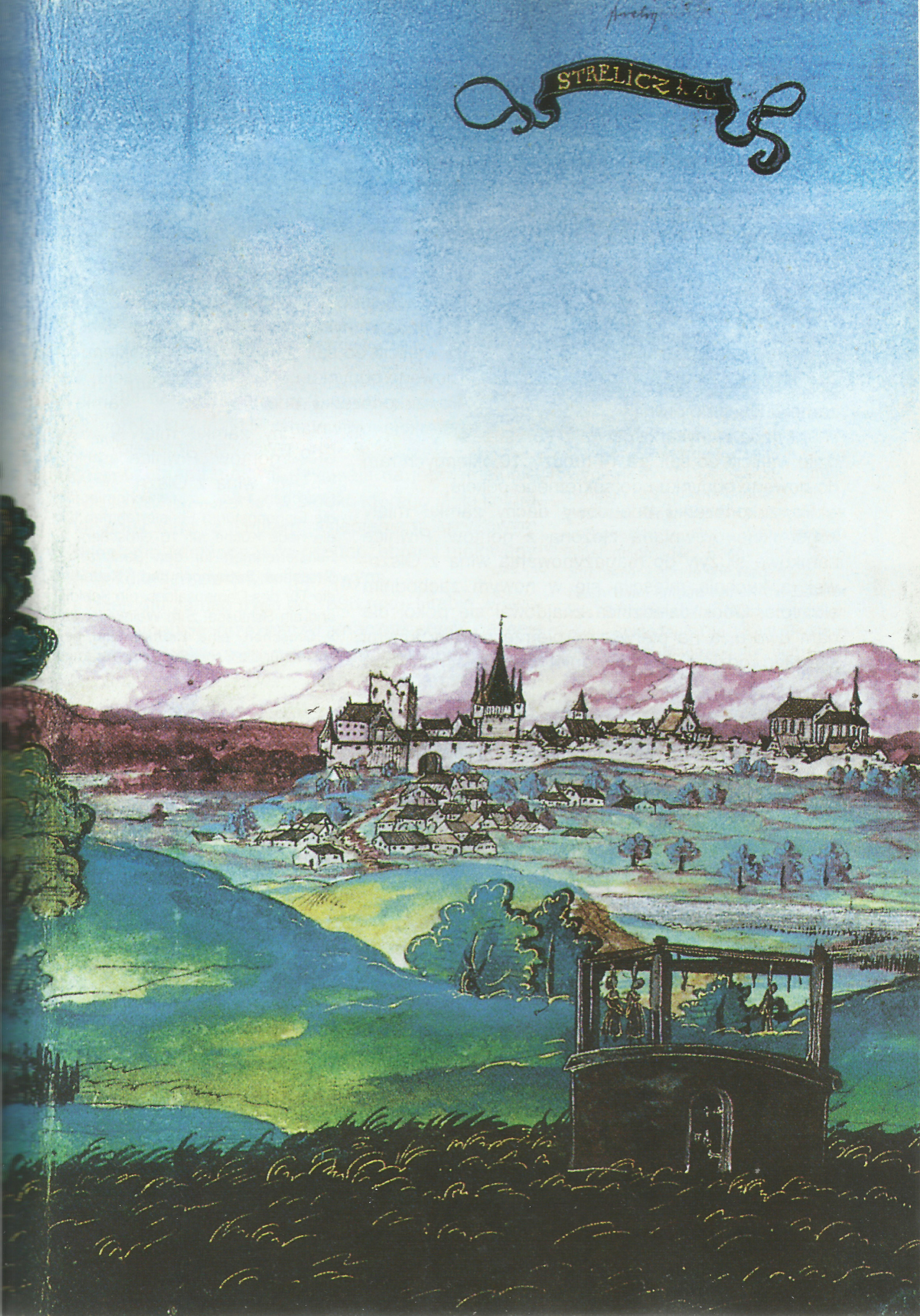
Rysunek z 1536 r. na pierwszym planie prawdopodobnie przedstawia wzgórze straceń przy pobliskim mieście z prawem miecza

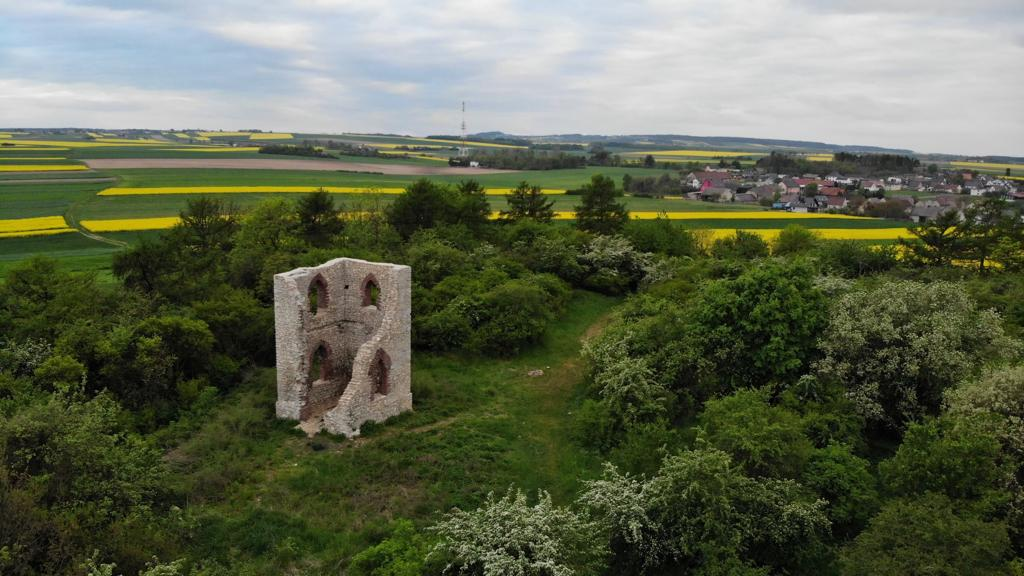
Wzgórze, na którym znajduje się kaplica

Kaplica św. Floriana w Rożniątowie – ruiny kaplicy na wzgórzu w Rożniątowie ufundowanej przez Eufemię Annę von Rudziński, żonę hrabiego Andrzeja Renarda.
Obiekt wpisany jest do gminnej ewidencji zabytków.

## Historia
Kaplicę na wzgórzu kazała wznieść w latach 30. XIX w. (prawdopodobnie w 1838 r.) Eufemia Anna von Rudziński, żona właściciela Strzelec Opolskich w latach 1815–1874, Andrzeja Renarda. Powstała ona ku czci św. Floriana, patrona strażaków, a jednocześnie patrona wsi Suche Łany (obecnie dzielnica miasta), gdzie od czasu spłonięcia w dniu 4 maja 1811 r. połowy wsi corocznie odbywały się uroczystości na cześć tego świętego. W tym okresie duże pożary miały miejsce jeszcze w 1826 i 1827 r. Strawiły one budynki na miejskim rynku, do czego dodatkowo przyczynić mógł się fakt, że służby gaśnicze dysponowały dość prymitywnym sprzętem. 
W 1866 r. w czasopiśmie „Schlesische Provinzialblätter – Neue Folge” zostało to miejsce nazwane Kapellenberg (Góra Kapliczna), a budowla niesłusznie określona jako sztuczne ruiny, popularne w dobie romantyzmu.
Kaplica miała charakter wieży w stylu neogotyckim o wysokości 6–7 m i powierzchni podstawy około 10 m². Na cześć fundatorki obraz ołtarzowy przedstawiał świętą Eufemię, a w niszy na prawo od wejścia znajdowała się drewniana figurka świętego Floriana. Dwie dekady po wybudowaniu kaplicy, w obliczu głodu i niedostatku spowodowanego m.in. powodzią w regionie, Eufemia postanowiła przebudować kaplicę na kościół, aby pomóc potrzebującym. Robotnicy otrzymywali w zamian za pracę na budowie żywność, głównie chleb. Z powodu przedwczesnej śmierci fundatorki rozbudowy jednak nie dokończono, a budowla stopniowo popadała w ruinę. W 2017 r., w wyniku starań lokalnego komitetu „More antiquo”, wykonano prace konserwatorskiego zabezpieczenia ruin .

## Wzgórze kapliczne
Wzgórze, na którym mieszczą się ruiny ma wysokość 261 m n.p.m. W jego okolicach znaleziono m.in. ceramikę z okresu wpływów rzymskich, ślady wytopu żelaza pochodzące prawdopodobnie z kultury przeworskiej, a nawet narzędzia mogące pochodzić z okresu mezolitu. W wiekach średnich i późniejszym okresie urządzono na tym wzgórzu miejsce straceń dające dobry widok na egzekucje w związku z tym, że pobliskie miasto Strzelce Opolskie miało prawo miecza.

## Legendy
Z kaplicą i wzgórzem wiąże się kilka legend. Według jednej obok wzgórza miała przebiegać niegdyś jedna z dróg prowadząca z Opola. Miały tędy przemieszczać się różne wojska, m.in. Henryka Brodatego, męża św. Jadwigi, podczas wypraw na Kraków oraz jego syna Henryka Pobożnego podczas najazdu Mongołów. Niezliczeni rycerze i ciężkozbrojni jeźdźcy jako szkielety mieli pod sztandarami św. Jadwigi zebrać się przy wzgórzu i wtopić się w nie w gotowości do ataku, aż nastąpi ostateczna bitwa narodów. Wówczas śpiące oddziały mają doprowadzić do decydującego zwycięstwa.
Inna legenda mówi o tym, że wzgórze zostało opanowane przez diabła, a mieszkańcy, aby przegonić złe moce, postanowili w tym miejscu wybudować kościół. Jednak to, co udało się wybudować w dzień, było niszczone przez siły nieczyste w nocy. W końcu kościół wybudowano w pobliskim Szymiszowie, a świadectwem tych wydarzeń miały być ruiny niedokończonej świątyni. Jeszcze inna mówi o potężnej burzy, która zerwała dach kaplicy i siłą wiatru przeniosła na peryferie Szymiszowa, w pobliżu tamtejszego kościoła. Miał to być znak dany od Boga, że tamtejszy kościół ewangelicki został słusznie przekształcony w kościół katolicki. W związku z tym wydarzeniem miała wzrastać liczba katolików we wsi i okolicy.